# 藤友会
藤友会（とうゆうかい）は、日本の静岡県富士市に本部を置く暴力団。指定暴力団山口組系の有力団体であった後藤組の流れを汲む暴力団組織で、六代目山口組の二次団体。初代会長は後藤組組長・後藤忠政の長兄にあたる後藤守孝（のちの後藤組最高顧問）。

## 来歴
藤友会はかねて後藤組の有力系列組織で、1988年に塚本修正が会長に昇格。やがて後藤組が山口組を除籍となって解散した2008年、同様に後藤組の傘下組織であった良知組とともに、後藤組の地盤を引き継ぐ形で山口組の直系組織（二次団体）に昇格した。
藤友会本部事務所は度々家宅捜索を受けているが、平成25年5月に組員が富士市内のスナック店で起こした事件では同本部だけでなく「六代目山口組総本部」でも捜査が行われた。これは静岡県警初のことである。

## 静岡県内
静岡県にあっては、同じく山口組系の「國領屋一家」「一力一家」「清水一家」「良知組」「弘道会」「小西一家」、稲川会系の「大場一家」「東一家」「森田一家」、極東会系の「松山連合会」「眞誠会」と並んで、県内での活動が見られる代表的な暴力団の一つである（2012年時点）。

## 会長：塚本修正
1953年生。後藤忠政と出会い17歳の頃に暴力団の道へ。
1987年に後藤組の若頭補佐に抜擢され、さらに同時期に同組の有力系列組織であった藤友会の副会長に就任。
翌1988年に同会の会長に就任するも、「山一抗争」の一環として後藤組の構成員が一和会会長山本広宅にダンプカーで突撃した事件との絡みで、同年より長期服役。やがて出所した1999年に後藤組の組織委員長に就任。
2001年から同組の総本部長に就任していたものの、後藤組の解散に伴い、2008年に山口組の直参となった。
2012年には、大阪・秋良連合会の会長、神戸・岸本組の組長、神戸・西脇組の組長、ならびに大阪・松山組の組長とともに、暴力団組員たることを隠してゴルフ場を利用したとする詐欺容疑から大阪府警に逮捕されている。